# سیارک ۲۲۹۸۳
سیارک ۲۲۹۸۳ (به انگلیسی: 22983 Schlingheyde، نامگذاری:1999VY34) بیست و دو هزار و نهصد و هشتاد و سومین سیارک کشف شده‌است که در ۳ نوامبر ۱۹۹۹ کشف شد.
قدر مطلق سیارک برابر ۱۹.۵ است.